# Obbi Oulare
Obbi Oulare (Waregem, 8 januari 1996) is een Belgisch voetballer van Guinese afkomst die bij voorkeur als aanvaller speelt. Hij staat sinds juli 2023 onder contract bij Lierse Kempenzonen dat hem overnam van het Engelse Barnsley FC. Hij is de zoon van voormalig voetballer Souleymane Oulare.

## Spelerscarrière

### Jeugd
Oulare werd geboren in Waregem, waar zijn vader Souleymane van 1994 tot 1996 voetbalde voor KSV Waregem. Hij begon zelf met voetballen in de jeugd van KFC Strombeek. Vervolgens voetbalde hij in de jeugd van FC Brussels, die hij na twee jaar inruilde voor die van stadsgenoot RSC Anderlecht. Weer een jaar later verkaste Oulare naar de jeugdopleiding van Lille OSC, waar hij door verscheidene blessures veroorzaakt door groeiproblemen amper aan spelen toekwam. Hij kwam zo terecht bij de Franse toenmalige vierdeklasser ES Wasquehal, waarna Standard Luik hem terug naar België haalde. Zes maanden later maakte hij een overstap naar de -19 van Club Brugge. Kort daarna promoveerde Oulare hier naar de beloften. In juli 2013 tekende hij een contract voor drie seizoenen bij de West-Vlaamse club.

### Club Brugge
Oulare maakte op 14 september 2014 zijn debuut in het eerste elftal van Club Brugge, tegen KRC Genk. Hij mocht die dag van coach Michel Preud'homme na 64 minuten invallen voor Nikola Storm. Een week later begon hij in de basis tegen KV Kortrijk. Na 39 minuten maakte hij zijn eerste treffer voor blauw-zwart. Zijn relatie met trainer Preud'homme was niet altijd optimaal. Na een stormachtig debuutseizoen begon Oulare ook het seizoen 2015/16 aanvankelijk bij Club Brugge, maar toen de West-Vlaamse club op het einde van de zomertransfermarkt met Jelle Vossen en Leandro Pereira twee nieuwe aanvallers haalde was dat voor Oulare het signaal om te vertrekken.

### Watford FC
Oulare tekende in september 2015 een contract tot medio 2020 bij Watford, dat in het voorgaande seizoen naar de Premier League promoveerde. Watford betaalde circa €8.000.000 voor hem aan Club Brugge. Veel kwam Oulare echter niet aan spelen toe bij de Noord-Londense club: zijn twee invalbeurten in de Premier League duurden opgeteld vijf minuten, en in de FA Cup speelde hij slechts een helft tegen Newcastle United.

### Uitleenbeurten
Watford verhuurde Oulare in juli 2016 voor een jaar aan Zulte Waregem. Hier kwam hij in een halfjaar tot tien invalbeurten. De Belgische club stuurde hem in januari 2017 terug naar Watford. Oulare nam de club vervolgens op de korrel: volgens hem zou Francky Dury zijn beloftes niet zijn nagekomen. Zulte Waregem riposteerde daarop door Oulare een gebrek aan discipline, inzet, engagement en professionaliteit te verwijten. De rest van het seizoen werd de aanvaller uitgeleend aan Willem II.
Vanaf juli 2017 werd Oulare verhuurd aan Royal Antwerp FC. Daar kreeg hij veel kansen van trainer László Bölöni, maar moest hij ook vaak geblesseerd aan de kant blijven. Ook zijn volgende uitleenbeurt, aan Standard Luik in het seizoen 2018/19, was doorspekt met blessures. Toch namen de Luikenaars hem op het einde van het seizoen definitief over van Watford.

### Standard Luik
Ondanks een uitleenbeurt vol blessureleed telde Standard in mei 2019 drie miljoen euro neer om Oulare definitief aan zich te binden met een contract tot medio 2023. Door een scheenbeenbreuk en tal van spierblessures kon hij er de verwachtingen niet inlossen en wou de club hem transfereren in de winter van 2020. Oulare weigerde een transfer naar Barnsley waarop de club hem naar de B-kern verwees.

### Barnsley
In juli 2021 vertrok hij alsnog naar Barnsley die uitkomt in de Engelse Championship. Hij kreeg er een contract tot medio 2024.

### RWDM
Eind januari 2022 tekende Oulare een huurcontract voor 18 maanden met aankoopoptie bij RWDM.

### Lierse K.
Oulare tekende op 25 mei 2023 zijn contract bij Lierse voor twee seizoenen en komt over van RWDM. Hij treedt toe in het Lisp en draagt rugnummer 56.

## Statistieken
| Seizoen                         | Club            | Competitie      | Competitie | Competitie | Beker | Beker | Supercup | Supercup | Europees | Europees | Totaal | Totaal |
| Seizoen                         | Club            | Competitie      | Wed.       | Dlp.       | Wed.  | Dlp.  | Wed.     | Dlp.     | Wed.     | Dlp.     | Wed.   | Dlp.   |
| ------------------------------- | --------------- | --------------- | ---------- | ---------- | ----- | ----- | -------- | -------- | -------- | -------- | ------ | ------ |
| 2014/15                         | Club Brugge     | Eerste klasse   | 19         | 3          | 3     | 2     | —        | —        | 8        | 2        | 30     | 7      |
| 2015/16                         | Club Brugge     | Eerste klasse   | 6          | 1          | 0     | 0     | 1        | 0        | 2        | 1        | 9      | 2      |
| 2015/16                         | Watford         | Premier League  | 2          | 0          | 1     | 0     | —        | —        | —        | —        | 3      | 0      |
| 2016/17                         | → Zulte Waregem | Eerste klasse   | 10         | 1          | 1     | 0     | —        | —        | 0        | 0        | 11     | 1      |
| 2016/17                         | → Willem II     | Eredivisie      | 11         | 3          | 0     | 0     | —        | —        | —        | —        | 11     | 3      |
| 2017/18                         | → Antwerp FC    | Eerste klasse   | 16         | 3          | 0     | 0     | —        | —        | —        | —        | 16     | 3      |
| 2018/19                         | → Standard Luik | Eerste klasse   | 6          | 1          | 0     | 0     | —        | —        | 1        | 0        | 7      | 1      |
| 2019/20                         | Standard Luik   | Eerste klasse   | 14         | 2          | 0     | 0     | —        | —        | 3        | 0        | 17     | 2      |
| 2020/21                         | Standard Luik   | Eerste klasse   | 12         | 2          | 0     | 0     | —        | —        | 6        | 0        | 18     | 2      |
| 2021/22                         | Barnsley        | Championship    | 2          | 0          | 0     | 0     | —        | —        | —        | —        | 2      | 0      |
| 2021/22                         | → RWDM          | Eerste klasse B | 5          | 0          | 0     | 0     | —        | —        | —        | —        | 5      | 0      |
| 2022/23                         | → RWDM          | Eerste klasse B | 1          | 0          | 0     | 0     | —        | —        | —        | —        | 1      | 0      |
| 2023/24                         | Lierse SK       | Eerste klasse B | 22         | 5          | 2     | 0     | —        | —        | —        | —        | 24     | 5      |
| 2024/25                         | Lierse SK       | Eerste klasse B | 0          | 0          | 0     | 0     | 0        | 0        | 0        | 0        | 0      | 0      |
| TOTAAL                          | TOTAAL          | TOTAAL          | 126        | 21         | 7     | 2     | 1        | 0        | 20       | 3        | 154    | 26     |
| Bijgewerkt op 31 augustus 2024. |                 |                 |            |            |       |       |          |          |          |          |        |        |

## Interlandcarrière
Oulare verzamelde in totaal 18 officiële interlands bij verscheidene jeugdcategorieën van de Belgische nationale ploeg.

## Erelijst
| Competitie       | Aantal      | Jaren       |
| Club Brugge      | Club Brugge | Club Brugge |
| ---------------- | ----------- | ----------- |
| Beker van België | 1x          | 2014/15     |

## Trivia
- Oulare werd net als zijn land- en generatiegenoot Divock Origi opgeleid bij Lille OSC. Hun vaders, Mike Origi en Souleymane Oulare, speelden in de jaren 90 samen voor Racing Genk.[16]  In het seizoen 2003/04 speelden hun vaders één seizoen samen voor Heusden-Zolder.
- Oulare dankt zijn voornaam aan het personage Hobie Buchannon uit Baywatch. Hobie klinkt in het Frans als Obbi.[17]
- Oulare werd in augustus 2016 voor het eerst vader.[18] In september 2020 kreeg hij een tweede dochter.[19]